# Равне в Бохињу
Равне в Бохињу (словен. Ravne v Bohinju) је насељено место у општини Бохињ, Горењска регија, Словенија.

## Историја
До територијалне реорганизације у Словенији биле су у саставу старе општине Радовљица.

## Становништво
У попису становништва из 2011. године, Равне в Бохињу су имале 43 становника.
| Број становника према пописима | Број становника према пописима | Број становника према пописима |
| ------------------------------ | ------------------------------ | ------------------------------ |
| 1991                           | 2002                           | 2011                           |
| 52                             | 51                             | 43                             |

Напомена: До 1955. исказивано под именом Равне.

## Галерија
- поглед на Јулијске Алпе
- железнички тунел "Бохињ"